# Warngau

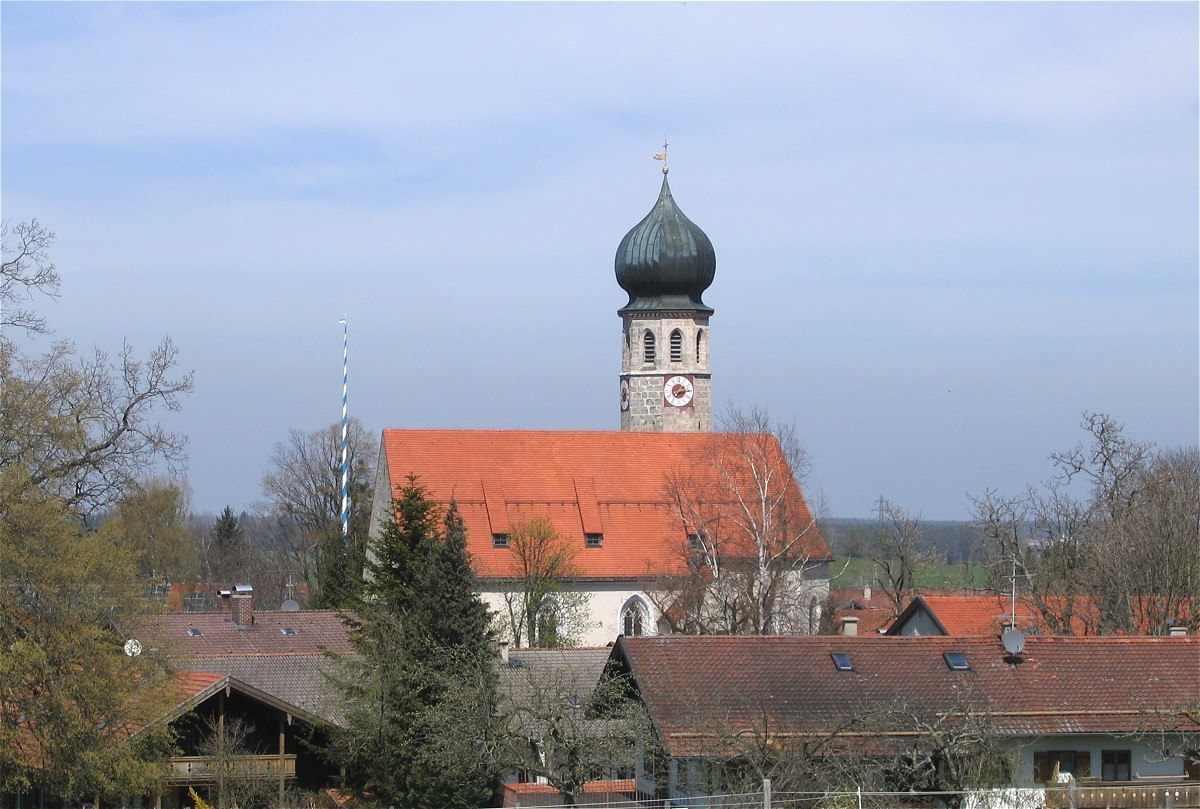
Oberwarngau

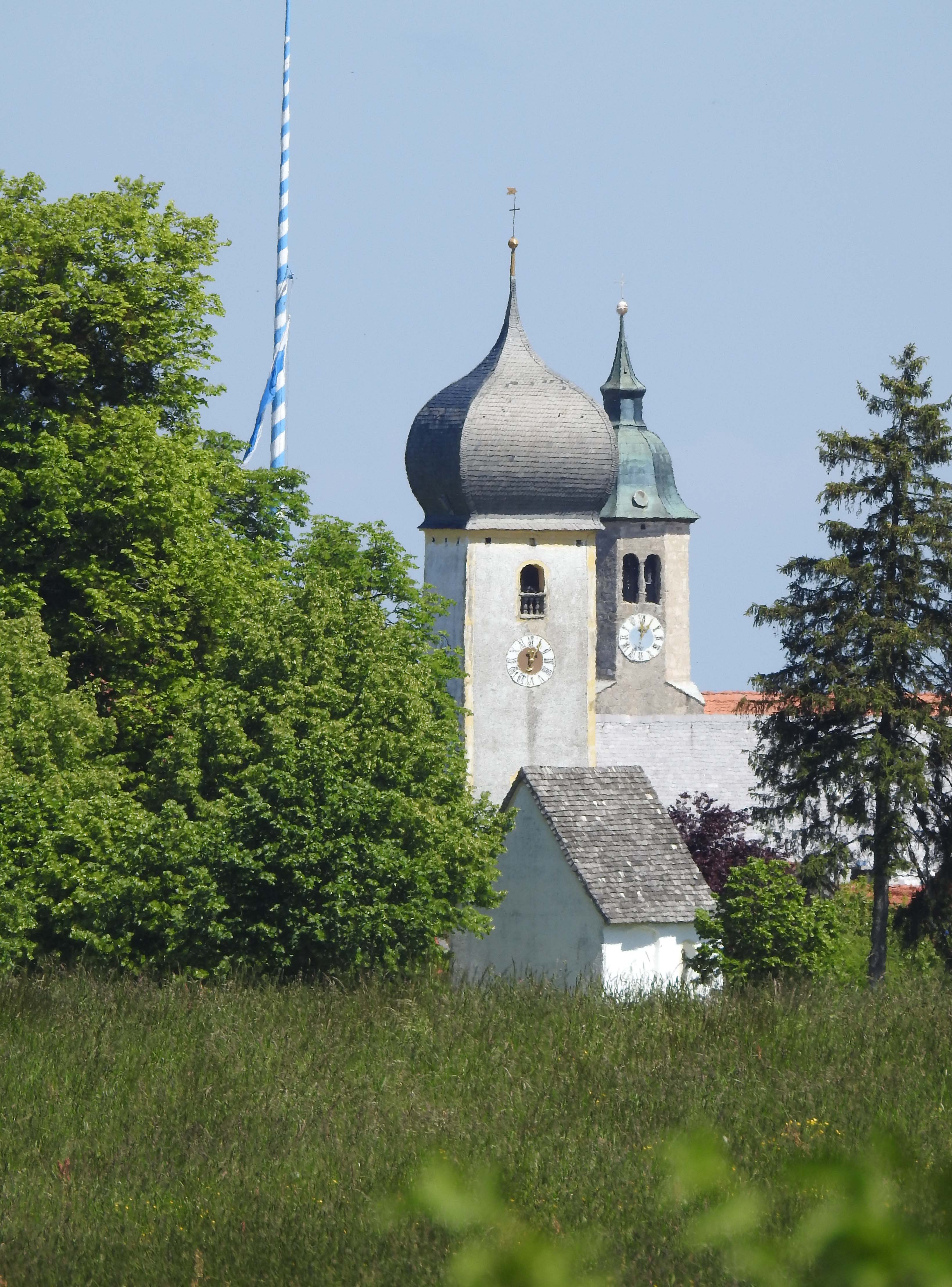
Osterwarngau von Südwesten

Warngau ist eine Gemeinde im oberbayerischen Landkreis Miesbach. Der Hauptort und Sitz der Gemeindeverwaltung ist Oberwarngau. Einen Ort Warngau gibt es nicht.

## Geografie

### Lage
Die Gemeinde liegt am nördlichen Alpenrand inmitten des Oberlandes, im Osten steigt der bewaldete Taubenberg (mit Aussichtsturm) auf 900 m an, welcher die wichtigste Trinkwasserreserve für München bildet.
Der Hauptort befindet sich an der B 318, 6 km südlich von Holzkirchen und der A8. In die Landeshauptstadt München sind es 37 km, nach Bad Tölz 19 km, nach Gmund am Tegernsee 10 km, nach Miesbach 15 km und nach Rosenheim 42 km.

### Gemeindegliederung
Es gibt 81 Gemeindeteile (in Klammern ist der Siedlungstyp angegeben):
- Ableitner (Einöde)
- Allerheiligen (Weiler)
- Allgäu (Einöde)
- Allhöfe (Weiler)
- Angerer (Einöde)
- Aning (Einöde)
- Bergham (Weiler)
- Bernloh (Dorf)
- Bichlbauer (Einöde)
- Böttberg (Weiler)
- Bürg (Weiler)
- Bürgtal (Einöde)
- Burgweg (Weiler)
- Christoph (Einöde)
- Daxer (Einöde)
- Dickl (Einöde)
- Drahtzieher (Einöde)
- Draxlham (Weiler)
- Einhaus (Dorf)
- Feldschuster (Einöde)
- Gschwendtner (Einöde)
- Haid (Einöde)
- Haidhub (Einöde)
- Hainz (Einöde)
- Hairer (Weiler)
- Heigenkam (Weiler)
- Heigenland (Einöde)
- Hinterhöher (Einöde)
- Hochleiten (Einöde)
- Höhenstein (Einöde)
- Holzmann (Weiler)
- Hörndl (Einöde)
- Hössenthal (Einöde)
- Hufnagl (Einöde)
- Hummelsberg (Weiler)
- Jehl (Einöde)
- Kaishof (Einöde)
- Kirchlehen (Einöde)
- Kirchweg (Einöde)
- Kleinlechner (Weiler)
- Lechner (Einöde)
- Lehner (Einöde)
- Loch (Siedlung)
- Lochham (Dorf)
- Ludwiger (Einöde)
- Markhaus (Einöde)
- Marold (Einöde)
- Meister (Einöde)
- Mühlweg (Einöde)
- Neuhaus (Einöde)
- Neuhäusler (Einöde)
- Oberwarngau (Pfarrdorf)
- Osterwarngau (Kirchdorf)
- Pinkeneis (Einöde)
- Plankenhofer (Einöde)
- Polz (Einöde)
- Rain (Einöde)
- Raucher (Einöde)[5]
- Rechtal (Einöde)
- Reitham (Kirchdorf)
- Rinnentrad (Einöde)
- Sakra (Einöde)
- Schmerold (Weiler)
- Schusterhäusl (Einöde)
- Schwarz (Einöde)
- Sonnenreuth (Einöde)
- Stadler (Einöde)
- Steiner (Einöde)
- Steingräber (Einöde)
- Stillner (Einöde)
- Stuttlehen (Einöde)
- Tannried (Weiler)
- Taubenberg (Einöde)
- Thalham (Einöde)
- Thalmühl (Einöde)
- Trost (Einöde)
- Vorderhöher (Einöde)
- Wall (Kirchdorf)
- Weidenau (Weiler)
- Wieser (Einöde)
- Wölfl (Einöde)

Es gibt die Gemarkungen Gotzing (nur Gemarkungsteil 0), Wall und Warngau.

### Natur
Folgende Schutzgebiete berühren das Gemeindegebiet:
- Landschaftsschutzgebiet Schutz der Egartenlandschaft um Miesbach (LSG-00550.01)
- Fauna-Flora-Habitat-Gebiet Taubenberg (8136-302)
- Fauna-Flora-Habitat-Gebiet Mangfalltal (8136-371)
- Vogelschutzgebiet (Vogelschutzrichtlinie der EU) Taubenberg (8136-302)

## Geschichte

### Bis zur Gemeindegründung
Im Jahre 804 wurde Warngau als Uuormgoi erstmals urkundlich erwähnt. 1009 findet sich Worngowe. Es liegen der bajuwarische Personenname Woro und althochdeutsch gouwi zugrunde. Ausgangswort war *Woringouwi in der Bedeutung ‚Landschaft des Woro‘.
Warngau war im 8. Jahrhundert Hauptort einer Herrschaft, die sich im Besitz der beiden Stifter des  Klosters Tegernsee, Oatkar und Adalbert,  befand und die diese dem Kloster geschenkt hatten. Als die  Ländereien des Klosters im 10. Jahrhundert verödeten, kamen die Güter an adlige Ritter, von denen einer in den Besitz von Warngau kam. Erst 1009 gelangte Warngau wieder in den Besitz des Klosters zurück, bei dem  es  dann lange Zeit verblieb. Das Kloster ließ ein eigenes Gerichtshaus in Warngau errichten und in offener Schranne Gericht halten, bis es schließlich unter den Schutz der Herzöge von Bayern gestellt wurde.
Im Zuge der Verwaltungsreformen im Königreich Bayern 1818 wurde Warngau eine selbständige politische Gemeinde.
1975 kam es beim Eisenbahnunfall von Warngau zu 41 Toten.

### Eingemeindungen
Am 1. Mai 1978 wurden im Zuge der Gemeindegebietsreform die Gemeinde Wall und ein Teil der aufgelösten Gemeinde Gotzing nach Warngau eingegliedert.

### Einwohnerentwicklung
Zwischen 1988 und 2018 wuchs die Gemeinde von 2857 auf 3875 Einwohner bzw. um 35,6 %.

## Politik

### Gemeinderat
Die vergangenen Kommunalwahlen führten zu den folgenden Sitzverteilungen im Gemeinderat:
| Partei/Liste | 2014 | 2020 |
| ------------ | ---- | ---- |
| FWG          | 5    | 5    |
| CSU          | 5    | 5    |
| GRÜNE        | 4    | 4    |
| DXL          | 1    | 1    |
| BP           | 1    | 1    |
| Gesamt       | 16   | 16   |

### Bürgermeister
Klaus Thurnhuber (Freie Wählergemeinschaft Warngau-Wall) ist Erster Bürgermeister. Er hat das Amt seit 1. Mai 2008 inne und wurde bei den Kommunalwahlen 2014 mit 66,0 % und 2020 mit 54,1 % der gültigen Stimmen im Amt bestätigt.

### Wappen
| Wappen der Gemeinde Warngau | Blasonierung: „In Silber unter zwei grünen Seeblättern, an verschlungenen Stielen, ein rotes Kreuz, umgeben von einer dem Schildrand folgenden schwarzen Kette“ |
| Wappen der Gemeinde Warngau | Das Wappen wird seit 1991 geführt. |

## Kultur und Sehenswürdigkeiten

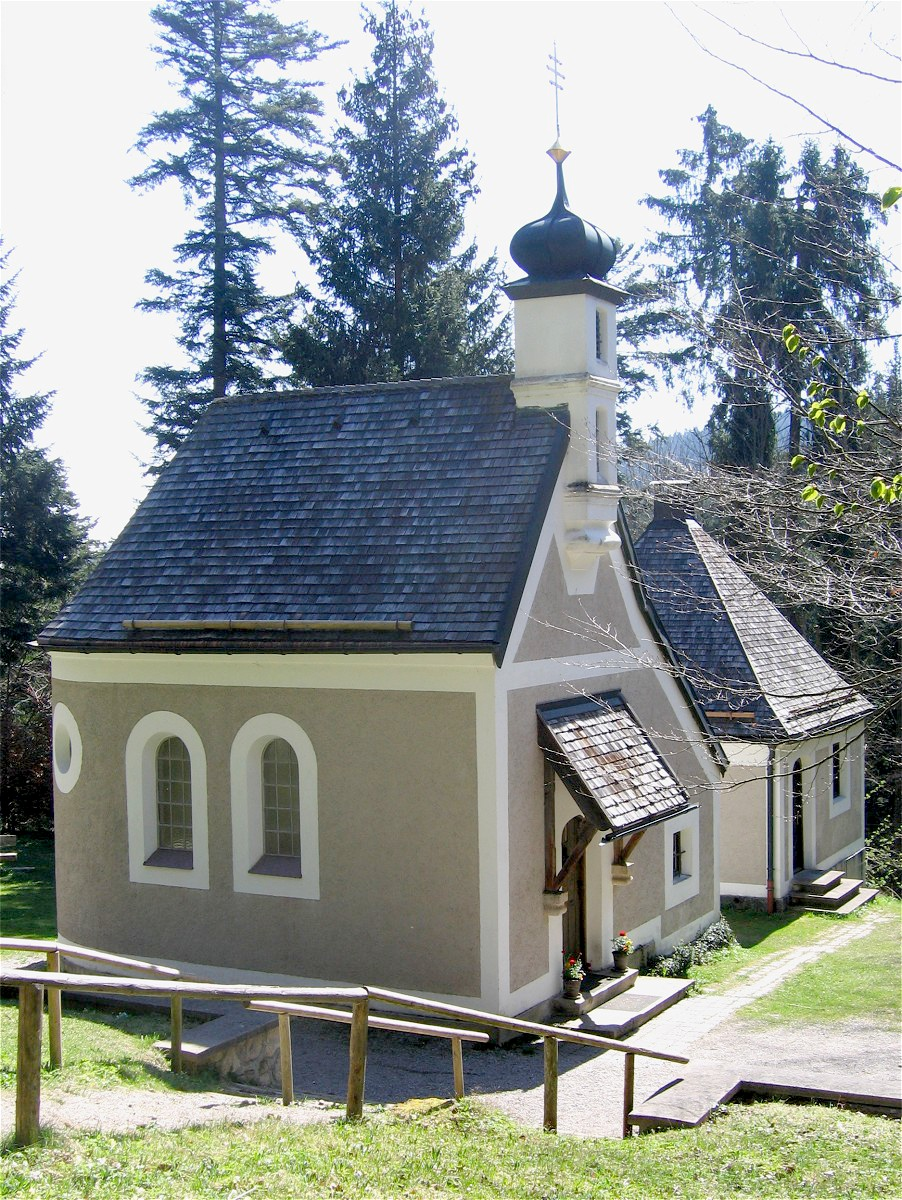
Wallfahrtskapelle Nüchternbrunn

### Bauwerke
- Allerheiligenkirche in Warngau
- Pfarrkirche in Warngau
- Kirche St. Margareth in Wall
- Wallfahrtskapelle Nüchternbrunn am Taubenberg
- Kapelle St. Johann in Einhaus
- Aussichtsturm Taubenberg

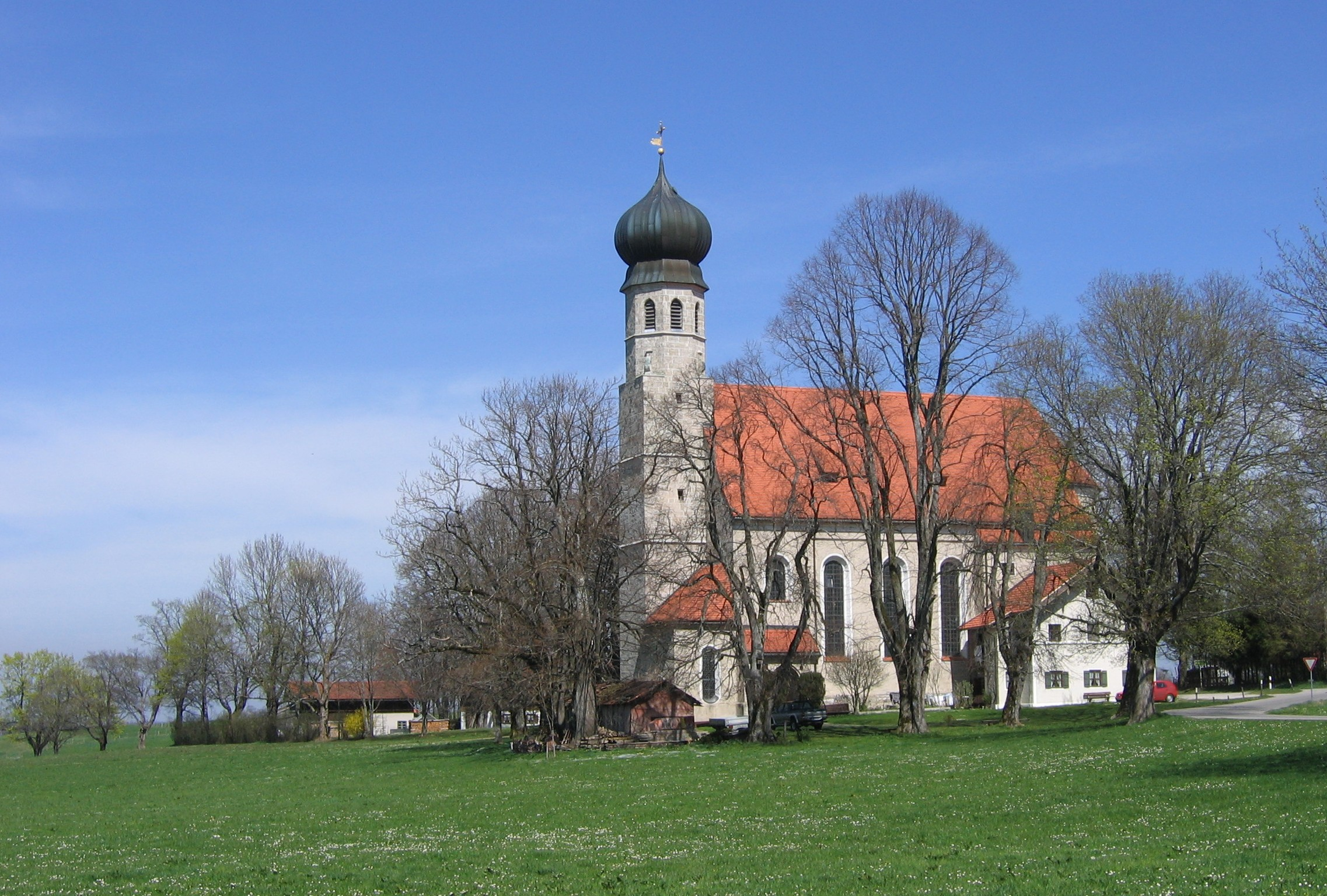
Allerheiligenkirche in Warngau
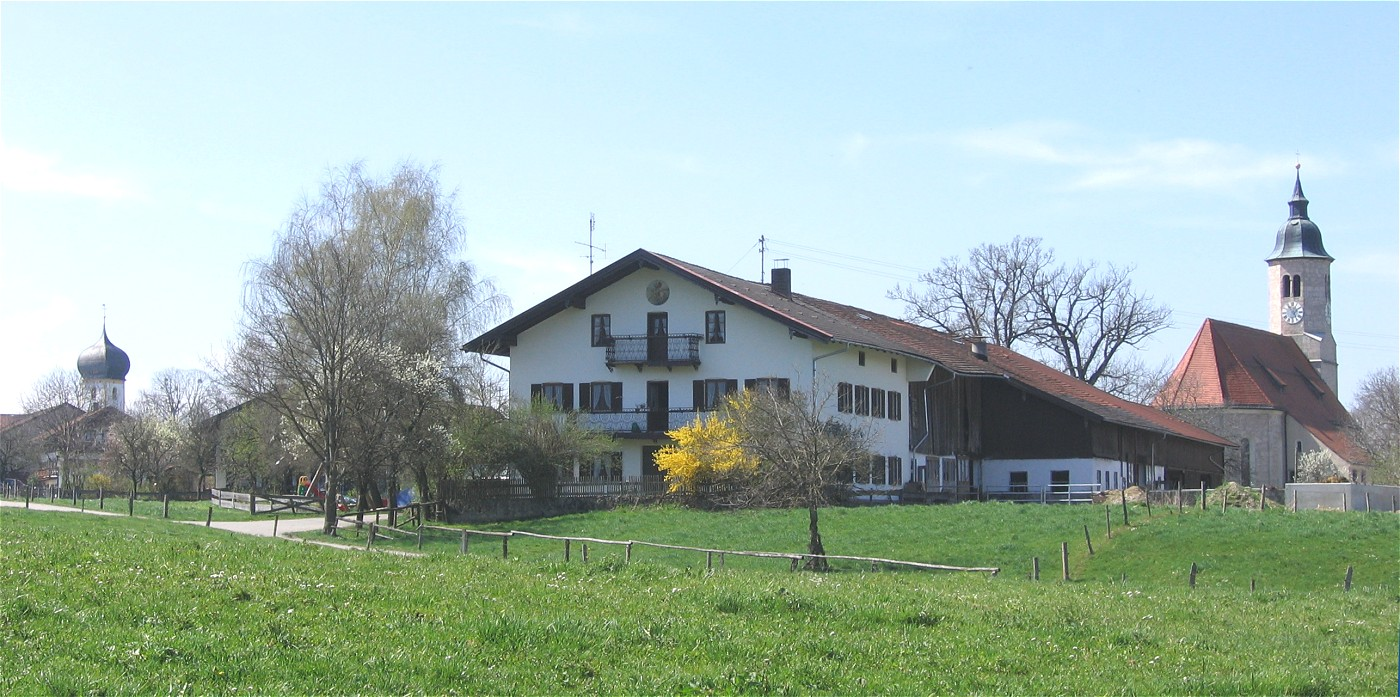
Osterwarngau
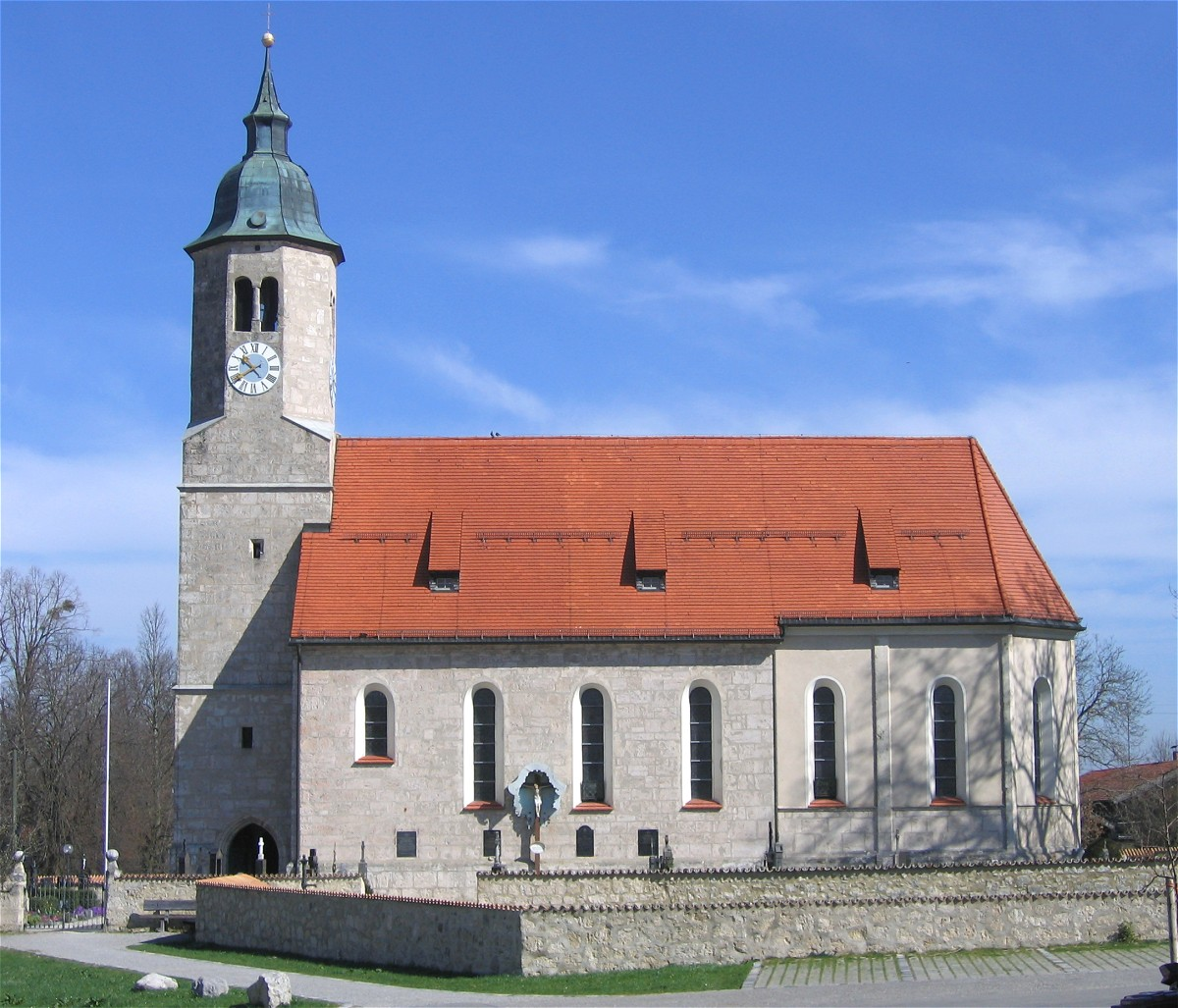
Frauenkirche in Osterwarngau
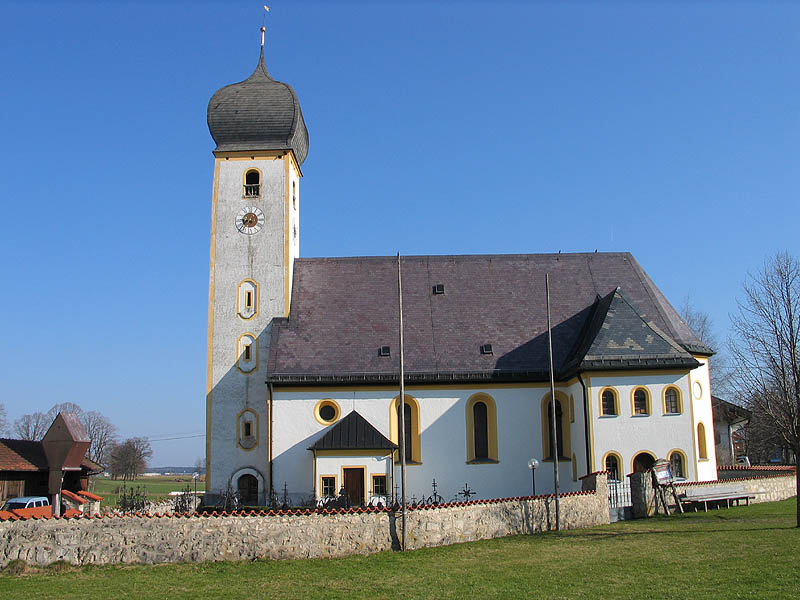
Pfarrkirche St. Georg in Osterwarngau

## Verkehr
Warngau liegt an der Bahnstrecke München–Lenggries. Diese wird von der Bayerischen Oberlandbahn im Stundentakt befahren. Es bestehen Zugverbindungen nach Holzkirchen, München, Lenggries, Bad Tölz und Tegernsee. Linienbusverbindungen bestehen mit Holzkirchen und Gmund am Tegernsee.
Der Flugplatz Warngau liegt etwa 1,2 km südwestlich des Ortszentrums.

## Persönlichkeiten

### Söhne und Töchter der Gemeinde
- Johann Baptist Lethner (ca. 1700–1782), Maurer und Baumeister
- Andreas Mehringer (1911–2004), Sozial-/Heilpädagoge
- Stefanie Scherer (* 1996), Biathletin

### Mit der Gemeinde verbundene Persönlichkeiten
- Ernst Kronecker (1849–1927), Jurist, Kammergerichtsrat, Sohn des Mathematikers Leopold Kronecker, lebte von 1923 bis zu seinem Tod mit seiner Frau Emma in Warngau im Haus „Zum Silberkramer“, heute Austraße 1
- Gerd Fitz (1930–2015), deutscher Schauspieler, lebte zuletzt auf Gut Heigenkam.
- Hajo Netzer (* 1955), Bergführer, lebt in Reitham
- Georg Plasa (1960–2011), deutscher Automobilrennfahrer, lebte in Warngau und betrieb hier einen Motorsportbetrieb